# Team Heretics
Team Heretics, o simplemente Heretics, es una organización dedicada a los deportes electrónicos y equipo competitivo fundado en 2016 con sede en Madrid, España. Entre los videojuegos en los que compite la organización se encuentran Fortnite, League of Legends, Valorant, Call of Duty y Brawl Stars.

## Historia
Team Heretics se creó el 24 de agosto de 2016, como un proyecto iniciado por Goorgo y al que pronto se unieron personas como TheGrefg o Manu Palop, y los actuales fundadores Antonio Catena Poderoso y Arnau Vidal Alcubierre. El 22 de mayo de 2019, el futbolista Sergio Reguilón se adentraría en el mundo de los deportes electrónicos asociándose con el club.
Heretics se hizo muy conocido a nivel nacional en cuestión de tiempo. Gracias a la influencia de personajes como Goorgo y The Grefg, se haría un hueco en la escena competitiva española, y alcanzaría la fama internacional participando en grandes torneos de los videojuegos de la franquicia de Call Of Duty. Sin embargo, el club dejaría de lado esta competición tras no poder adquirir la plaza para la temporada de 2020.

## Fortnite
Si hay alguna sección en la que ha destacado el club a nivel nacional es en Fortnite, incorporando desde principios de 2018 a grandes jugadores de la escena española. El 4 de marzo de 2021, ficharía a 3 jugadores muy relevantes de la escena competitiva en Europa: Packo, k1nzell y Miro. Ese mismo mes se jugarían las finales de la FNCS, a las cuales estaban clasificados los nuevos fichajes.
| Nacionalidad | ID        | Nombre | Fecha de incorporación |
| ------------ | --------- | ------ | ---------------------- |
| España       | N A K O O | Nacho  | 31-12-2020             |

## Valorant
2020 fue un año espléndido para el nuevo roster de Team Heretics, cerrando la temporada con 6 títulos de 6 posibles y un balance de 35 victorias y tan solo 1 derrota.
El 6 de diciembre de 2020, Heretics se alzaría con el título de la First Strike de Europa, un torneo organizado por Riot Games y BLAST en el que participaron grandes equipos como G2 Esports (a quien derrotó en semifinales) o Team Liquid, y consiguiendo una recompensa de 40.000$, equivalente a 32.000€. El 21 de septiembre de 2022 Riot Games anunciaría las franquicias que formarían parte de la VCT en el año 2023. Tres equipos españoles, incluido Team Heretics, fueron elegidos para participar en la liga (VCT EMEA) junto a otras siete organizaciones.
Tras un 2023 complicado, Team Heretics dio la sorpresa al año siguiente fichando a tres "rookies" los cuales conseguirían clasificar a los tres eventos internacionales de la VCT 2024, llegando así a 4 de 6 finales posibles y jugando tres internacionales a lo largo del año, el primer torneo internacional que jugaría el conjunto español sería la Masters Madrid no pudiendo poder pasar del formato suizo inicial, le seguiría la Masters Shanghai perdiendo la final contra el equipo surcoreano Gen.G siendo una de las finales más épicas de la escena y por último perdiendo la final de la Valorant Champions contra el equipo chino Edward Gaming el torneo más importante anual de Valorant. Aunque finalmente en la Esports World Cup de este año 2025 conseguirían alzarse con la victoria tras una emocionante y reñida final contra el equipo de FNATIC logrando así redimirse y dejar atrás su pasado.
| Nacionalidad | ID         | Nombre                 | Rol                  |
| ------------ | ---------- | ---------------------- | -------------------- |
| Turquía      | Wo0t       | Mert Alkan             | Jugador              |
| Turquía      | RieNs      | Enes Ecirli            | Jugador              |
| Lituania     | Boo        | Ričardas Lukaševičius  | Jugador e IGL        |
| Lituania     | MiniBoo    | Dominykas Lukaševičius | Jugador              |
| Reino Unido  | Benjyfishy | Benjy David Fish       | Jugador              |
| Reino Unido  | neilzinho  | Neil Finlay            | Entrenador           |
| Reino Unido  | weber      | Brandon Weber          | Segundo Entrenador   |
| España       | SirMaza    | Daniel Maza            | Creador de Contenido |
| España       | Peereira7  | Pablo Pereira Ramos    | Creador de Contenido |

| Nacionalidad | ID         | Nombre                | Rol                |
| ------------ | ---------- | --------------------- | ------------------ |
| España       | Mixwell    | Óscar Cañellas        | Jugador            |
| Francia      | keloqz     | Cista Wassim          | Jugador            |
| Lituania     | Boo        | Ričardas Lukaševičius | Jugador e IGL      |
| Dinamarca    | AvovA      | Auni Chahade          | Jugador            |
| Dinamarca    | zeek       | Auni Chahade          | Jugador            |
| Reino Unido  | Benjyfishy | Benjy David Fish      | Jugador            |
| Alemania     | niesoW     | Dustyn Durnas         | Jugador            |
| Reino Unido  | neilzinho  | Neil Finlay           | Entrenador         |
| Reino Unido  | weber      | Brandon Weber         | Segundo Entrenador |

## Counter-Strike: Global Offensive
El 11 de octubre de 2020, Team Heretics se haría con el título de La Copa 2020 de la LVP derrotando por 2 mapas a 1 al equipo portugués sAw y obteniendo un premio de 3.600 €. Su mayor premio en un torneo fue en la Legends Series Season 6, donde obtuvo un premio de 10.000 €.
Tras la decaída del equipo a finales de 2020 y diversos problemas dentro y fuera del equipo, el club decide apartar provisionalmente a los jugadores de la escena y darles la oportunidad de buscar un nuevo equipo. A todo esto se suma el hecho de que el equipo no ha llegado a obtener grandes resultados en los numerosos torneos disputados a lo largo del año. Por ende, sitúa a todos sus jugadores actuales inactivos, y no participarán en los próximos torneos.
| Nacionalidad | ID       | Nombre               | Rol        |
| ------------ | -------- | -------------------- | ---------- |
| Francia      | kioShiMa | Fabien Fiey          | Jugador    |
| Francia      | xms      | Alexandre Forté      | Jugador    |
| Francia      | Maka     | Bryan Canda          | Jugador    |
| Francia      | Lucky    | Lucas Chastang       | Jugador    |
| Francia      | Pyth0n   | Jordan Munck-Foehrle | Jugador    |
| Francia      | DEVIL    | Timothée Démolon     | Jugador    |
| Francia      | flex0r   | Boris Latry          | Entrenador |

## League of Legends
En 2017, Team Heretics crea su equipo de League of Legends para competir en España, pero se disuelve en diciembre de ese año. El club permanecerá sin equipo para la temporada de 2018. En 2019, Team Heretics se asociaba con el club G2 Esports para competir en la LVP SuperLiga Orange bajo el nombre "G2 Heretics". Sin embargo, ambos clubes decidieron separar caminos para la temporada 2020, por lo que estaría otra vez sin competir en 2020 y 2021. A finales de 2021, se anunció que Team Heretics regresaría al competitivo español para 2022, jugando en la LVP Segunda División, aunque finalmente compraron el puesto de Cream Real Betis en la LVP SuperLiga. A finales del año 2022, Heretics anunciaría su entrada al Campeonato Europeo de League of Legends, más conocido como LEC, tras la adquisición de la plaza de Misfits Gaming. El equipo debutaría bajo el nombre de Team Heretics en el Split de Invierno de la LEC en el año 2023, dejando al equipo de LVP SuperLiga como su academia, que competiría esta vez bajo el nombre de Los Heretics. Los Heretics han logrado ser el equipo más dominante de la historia de la Superliga siendo tricampeones en la misma, cosa que nunca había ocurrido antes.
| Nacionalidad    | ID          | Nombre                 | Posición             |
| --------------- | ----------- | ---------------------- | -------------------- |
| Polonia         | Tracyn      | Sebastian Wojtoń       | Superior             |
| Polonia         | Daglas      | Kacper Dagiel          | Jungla               |
| República Checa | SAJATOR     | Jan Zítek              | Central              |
| Argelia         | Rin         | Khalil Sahraoui        | Tirador              |
| Alemania        | Kaiser      | Norman Kaiser          | Apoyo                |
| España          | naau        | Arnau Fores García     | Jungla (suplente)    |
| España          | Independent | Eric Ruiz              | Entrenador principal |
| España          | Kamikaze    | Óscar Pedrosa González | Entrenador           |

| Nacionalidad | ID          | Nombre                   | Posición               |
| ------------ | ----------- | ------------------------ | ---------------------- |
| Dinamarca    | Carlsen     | Carl Ulsted Carlsen      | Superior               |
| Francia      | Sheo        | Théo Borile              | Jungla                 |
| Francia      | Kamiloo     | Kamil Haudegond          | Central                |
| España       | Flakked     | Víctor Lirola Tortosa    | Tirador                |
| Francia      | Stend       | Paul Lardin              | Apoyo                  |
| España       | Machuki     | Víctor Machuca Segura    | Entrenador principal   |
| España       | Naruterador | Ramón Meseguer Fructuoso | Entrenador estratégico |
| España       | Lopon       | Jorge López              | Entrenador asistente   |
| Noruega      | Jackspektra | Jakob Gullvåg Kepple     | Creador de Contenido   |

## Brawl Stars
En febrero de 2025, Team Heretics amplió su presencia al unirse al programa de socios de Brawl Stars, integrándose oficialmente en la escena competitiva de este juego. Tuvieron buenos resultados el primer "split" del año, quedando semifinalistas en las finales mensuales del mes de febrero, perdiendo a manos del equipo italiano HMBLE. Tras no clasificarse para la Brawl cup y de no clasificarse en las finales de marzo, lo cual opaco al equipo en resultados, el equipo haría un cambio en la plantilla, integrando a Zhar y a Sebas como reemplazantes de Drage y Rol. Tras este cambio, rápidamente el equipo alcanzaría un nivel alto, ganando la final mensual del mes de junio contra la organización turca FUT esports, Coronándose como campeones de Europa de Brawl stars..
| Nacionalidad | ID        | Nombre                     | Rol                  |
| ------------ | --------- | -------------------------- | -------------------- |
| España       | iKaoss    | Rubén del Álamo Expósito   | Jugador              |
| Suiza        | LeNain    | Yassine Ben Romdhane       | Jugador              |
| México       | Zhar      | Olmer García               | Jugador              |
| Colombia     | Sebas     | Jhoan Sebastián Ríos Gómez | Entrenador           |
| España       | Trebor    | Robert Belenguer Prous     | Creador de Contenido |
| España       | GuilleVGX | Guillem Vidal González     | Creador de Contenido |